# Музей игральных карт (Петергоф)
Музей игральных карт находится в Петергофе (Санкт-Петербург), в здании одного из кавалерских домов, построенных в конце XVIII века. Этот музей является одним из 19 музеев карт, существующих в мире, и единственным в России.

## История музея
Церемония торжественного открытия «Музея игральных карт» состоялась 25 сентября 2007 года. До того, как был образован музей, коллекция карточных колод и предметов, соответствующих тематике настольных игр, принадлежала Александру Семёновичу Перельману. Более трех десятилетий Александр Перельман собирал по крупицам свою коллекцию карт, мечтая об открытии музея. Коллекционер быстро прославился среди игроков и собирателей предметов старины, что благоприятствовало его увлечению. Одна из самых старых колод, которую удалось заполучить Перельману, датируется XVI веком. Многие известные люди не раз пополняли эту коллекцию: например, академик Дмитрий Лихачев преподнес в качестве подарка Александру Перельману две колоды карт, полученные им в 1988 году от жены Рональда Рейгана.
В планы Александра Перельмана входило сооружение музея в виде карточного домика. Был даже прорисован специальный проект, стены которого были из карт, а окна изображались в виде карточных мастей. Во время СССР осуществить подобный замысел не представлялось возможным не только из-за отрицательного отношения властей к азартным карточным играм, но и по причине содержания самой коллекции. Некоторые экспонаты несли в себе явную антисоветскую пропаганду и могли принести своему владельцу долгий тюремный срок. Например, революционная колода, которая во времена холодной войны активно распространялась в Европе, изображала в гротескной форме всех революционеров. Привычные карточные масти были заменены художником: червы изображены в виде кулака, бубны — звездами, пики — черными флагами, а трефы — серпом и молотом.
Долгое время Перельман вел переговоры о передаче коллекции и создании музея. Лишь в 1999 году, уже у вдовы Александра Виктории Владимировны коллекцию выкупает за символическую сумму государственный музей-заповедник Петергоф. На момент передачи коллекция насчитывала более 6 тысяч экспонатов, среди которых было около тысячи редких карточных колод. До момента открытия в 2007 году, коллекция карточных колод постоянно пополнялась. В 2006 Петергоф приобретает для коллекции несколько редких итальянских карт Таро, индийскую колоду из слюды, редкие немецкие «карты с разносчиками» 1960 года выпуска и другие экспонаты из коллекции Стюарта Каплана на аукционе Christie’s. Стюарт Каплан так заинтересовался коллекцией Александра Перельмана, что посетил открытие музея в Петергофе и подарил им несколько весьма интересных экспонатов. Среди них — домино, сделанное офицерами Наполеона из костей, выловленных в похлебке для заключенных, во время отбывания срока в английской тюрьме.

## Интересные экспонаты

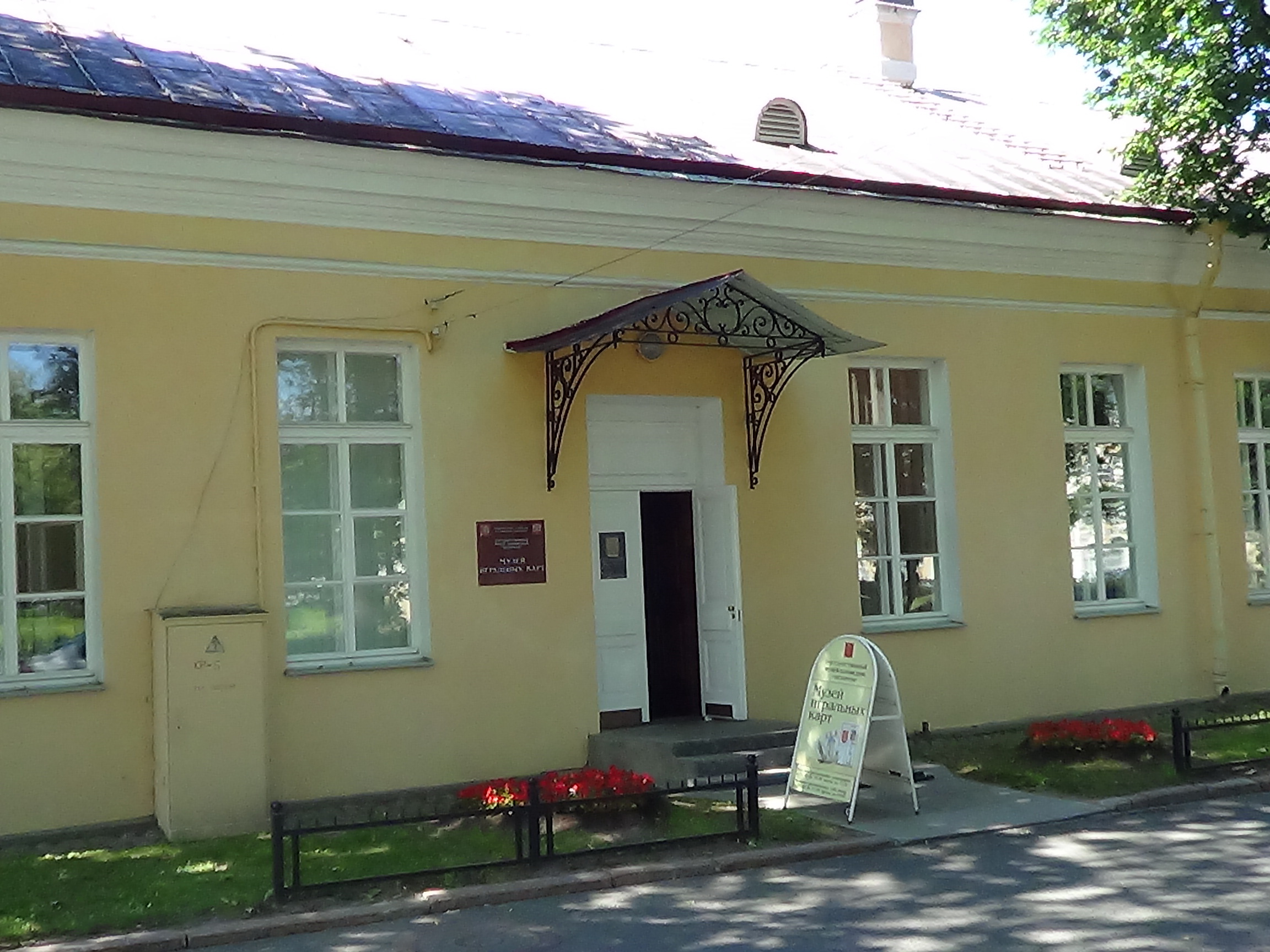
Здание музея

Экспозиция музея включает в себя более 8 тыс. экспонатов со всего мира. Среди них есть авторские карты, исполненные в XVI-XX веках знаменитыми художниками из России, Европы, Америки и Азии.
В состав экспозиции, кроме традиционных игральных карт, входят таро и другие гадальные карты, а также карты детские, образовательные, географические и другие. Среди них — подлинные эскизы Атласной колоды академика живописи Адольфа Шарлеманя, рисунок которой не меняется в России уже более 160 лет.
Под музей выделено здание одного из кавалерских домов на Правленской улице, 2, отреставрированное в июле 2007 года.